# Eerie, Indiana
Eerie, Indiana ist eine US-amerikanische Mysteryserie für Kinder und Jugendliche, die von 1991 bis 1992 erstausgestrahlt wurde. Der Titel ist ein Wortspiel von englisch eerie ‚unheimlich‘ oder ‚gruselig‘ mit dem gebräuchlichen US-Ortsnamen „Erie“, der sich wie der Eriesee vom Volk der Erie ableitet und auch zweimal im Bundesstaat Indiana vorkommt. Die Hauptdarsteller Omri Katz und Justin Shenkarow wurden 1992 für den Young Artist Award nominiert, gingen jedoch leer aus.
1998 entstand die Nachfolgeserie Eerie, Indiana – Die andere Dimension (orig. Eerie, Indiana: The Other Dimension) mit neuer Besetzung. In deren Pilotfolge treffen die Protagonisten beider Serien aufeinander.

## Handlung
Der 13-jährige Marshall Teller zieht mit seinen Eltern und seiner älteren Schwester in die Kleinstadt Eerie im US-Bundesstaat Indiana und muss bald feststellen, dass dieser Ort nicht wie jeder andere ist. So sind Bigfoot und der totgeglaubte Elvis Presley nur zwei der ungewöhnlichen Gestalten vor Ort. Gemeinsam mit seinem jüngeren Freund Simon Holms geht Marshall den vielen Geheimnissen seiner neuen Heimatstadt auf den Grund.

## Veröffentlichung
Eerie, Indiana wurde in Deutschland 1994 auf RTL erstausgestrahlt und danach mehrfach auf dem Kinderkanal und im ZDF wiederholt. Eine deutsche DVD-Box erschien am 2. Dezember 2012. Die Nachfolgeserie wurde erstmals im KI.KA ausgestrahlt.
Die folgende Tabelle enthält jeweils die deutschen Titel der Erstausstrahlung auf RTL sowie die überarbeiteten Titel der späteren Ausstrahlungen.
| Nr. (ges.) | Nr. (St.) | Deutscher Titel                                                    | Originaltitel                      | Erstausstrahlung USA | Deutschsprachige Erstausstrahlung (RTL) | Regie          | Drehbuch                                                            |
| ---------- | --------- | ------------------------------------------------------------------ | ---------------------------------- | -------------------- | --------------------------------------- | -------------- | ------------------------------------------------------------------- |
| 1          | 1         | Menschliche Konserven / Für immer frisch                           | ForeverWare                        | 15. Sep. 1991        | 26. Nov. 1994                           | Joe Dante      | José Rivera & Karl Schaefer                                         |
| 2          | 2         | Die Zahnklammer / Die Zahnspange                                   | The Retainer                       | 22. Sep. 1991        | ?                                       | Joe Dante      | José Rivera & Karl Schaefer                                         |
| 3          | 3         | Der Bankomat, der mich liebte / Ein Herz aus Gold                  | The ATM with the Heart of Gold     | 29. Sep. 1991        | ?                                       | Sam Pillsbury  | Matt Dearborn                                                       |
| 4          | 4         | Verschwunden / Die Verlierer                                       | The Losers                         | 6. Okt. 1991         | ?                                       | Joe Dante      | Gary Markowitz (Geschichte von Michael R. Perry und Gary Markowitz) |
| 5          | 5         | Die Monster sind da / Der Video-Wettbewerb                         | America's Scariest Home Video      | 20. Okt. 1991        | ?                                       | Sam Pillsbury  | Karl Schaefer                                                       |
| 6          | 6         | Sehtest / Nie wieder Spaß                                          | Just Say No Fun                    | 27. Okt. 1991        | ?                                       | Bryan Spicer   | Michael R. Perry                                                    |
| 7          | 7         | Herzen brechen Herzen / Gefangenes Herz                            | Heart on a Chain                   | 3. Nov. 1991         | ?                                       | Joe Dante      | José Rivera                                                         |
| 8          | 8         | Liebesbrief aus dem Jenseits / Der verschollene Brief              | The Dead Letter                    | 10. Nov. 1991        | ?                                       | Tim Hunter     | James L. Crite                                                      |
| 9          | 9         | Zeichnen müsste man können / Wer ist wer?                          | Who's Who                          | 17. Nov. 1991        | ?                                       | Tim Hunter     | Julia Poll                                                          |
| 10         | 10        | Die geklaute Stunde / Verlorene Stunde                             | The Lost Hour                      | 1. Dez. 1991         | ?                                       | Bob Balaban    | Vance DeGeneres                                                     |
| 11         | 11        | Unheimliche Begegnung der undurchsichtigen Art / Marshalls Theorie | Marshall's Theory of Believability | 2. Feb. 1992         | ?                                       | Bob Balaban    | Matt Dearborn                                                       |
| 12         | 12        | Der Tornado-Tag / Tornado-Zeit                                     | Tornado Days                       | 1. März 1992         | ?                                       | Ken Kwapis     | Michael Cassutt                                                     |
| 13         | 13        | Mühlenstein durch Geister bricht / Gedächtnis-Lücke                | The Hole in the Head Gang          | 1. März 1992         | ?                                       | Joe Dante      | Karl Schaefer                                                       |
| 14         | 14        | Silber im Fuß, verweigert des Werwolfs Gruß / Mr. Chaney           | Mr. Chaney                         | 8. März 1992         | ?                                       | Mark Goldblatt | José Rivera                                                         |
| 15         | 15        | Der Mann ohne Hirn / Kein Verstand – keine Furcht                  | No Brain, No Pain                  | 15. März 1992        | ?                                       | Greg Beeman    | Matt Dearborn                                                       |
| 16         | 16        | Der loyale Orden des Maiskorns / Die geheime Loge                  | The Loyal Order of Corn            | 22. März 1992        | ?                                       | Bryan Spicer   | Michael Cassutt                                                     |
| 17         | 17        | Kredit für die Ewigkeit / Der Donald                               | Zombies in P.J.s                   | 12. Apr. 1992        | ?                                       | Bob Balaban    | Julia Poll                                                          |
| 18         | 18        | Realität macht Urlaub / Die Realität macht Urlaub                  | Reality Takes a Holiday            | 12. Apr. 1992        | ?                                       | Ken Kwapis     | Vance DeGeneres                                                     |
| 19         | 19        | Die alltägliche Botschaft des Grauens / Zerbrochene Platte         | The Broken Record                  | 9. Dez. 1993         | ?                                       | Todd Holland   | José Rivera                                                         |

| Nr. (ges.) | Nr. (St.) | Deutscher Titel               | Originaltitel                         | Erstausstrahlung USA | Deutschsprachige Erstausstrahlung (KiKA) | Regie          | Drehbuch                    |
| ---------- | --------- | ----------------------------- | ------------------------------------- | -------------------- | ---------------------------------------- | -------------- | --------------------------- |
| 1          | 1         | TV Total                      | Switching Channels                    | 7. Feb. 1998         | ?                                        | Bill Corcoran  | Jim Henshaw und Peter Mohan |
| 2          | 2         | Zu gut, um echt zu sein       | Revenge Of The Goody-Two-Shoes People | 14. Feb. 1998        | ?                                        | Don McCutcheon | Jim Henshaw                 |
| 3          | 3         | Der letzte Tango              | Standard Deviation                    | 21. Feb. 1998        | ?                                        | John Bell      | Tony DiFranco               |
| 4          | 4         | Zeit ist Geld                 | Time Flies                            | 28. Feb. 1998        | ?                                        | Fred Gerber    | Peter Mohan                 |
| 5          | 5         | Kleider machen Leute          | The Phantom                           | 7. März 1998         | ?                                        | Graeme Lynch   | Dennis Foon                 |
| 6          | 6         | Die Betörenden und die Bösen  | The Young And The Twitchy             | 14. März 1998        | ?                                        | Don McCutcheon | Jeremy Hole                 |
| 7          | 7         | Wer zuletzt lacht…            | Last Laugh                            | 21. März 1998        | ?                                        | John Bell      | Tim Burns                   |
| 8          | 8         | Nachrichtenfieber             | The Newsroom                          | 4. Apr. 1998         | ?                                        | Don McCutcheon | Terry Saltsman              |
| 9          | 9         | Little Buddy Beep Beep        | Little Buddy Beep Beep                | 11. Apr. 1998        | ?                                        | Gary Harvey    | Tony Sheer                  |
| 10         | 10        | Fast perfekt                  | Perfect                               | 18. Apr. 1998        | ?                                        | John Bell      | Esther Behar                |
| 11         | 11        | Der schlaflose Sandmann       | Nightmare On Eerie Street             | 25. Apr. 1998        | ?                                        | René Bonnière  | Janet MacLean               |
| 12         | 12        | Der Glückspilz                | Mr. Lucky                             | 2. Mai 1998          | ?                                        | John Bell      | Peter Mohan                 |
| 13         | 13        | Wenn der Vater mit dem Sohne… | Send In The Clones                    | 9. Mai 1998          | ?                                        | John Bell      | Luciano Casimiri            |
| 14         | 14        | Muttersöhnchen                | I'm Okay, You're Really Weird         | 16. Mai 1998         | ?                                        | Fred Gerber    | Janet MacLean               |
| 15         | 15        | Falscher Hase                 | The Jackalope                         | 30. Mai 1998         | ?                                        | Malcolm Cross  | Jim Henshaw                 |